# Ralf Zillmann
Ralf Zillmann (született 1978-ban Hildesheimben, Alsó-Szászországban) német színész, aki jelenleg Berlinben él, de lakóhellyel rendelkezik Hannoverben és Kölnben is.

## Életrajz
Ralf Zillmann 1978-ban született Hildesheimben, Németországban. Színészi tanulmányait 2005 és 2008 között végezte a Kirschcoaching magánszínész iskolában Berlinben. 

## Karrier
Pályafutása során Zillmann számos filmben és televíziós produkcióban szerepelt. 2017-ben a Die Unsichtbaren – Wir wollen leben! című filmben alakította Kripomann szerepét, amely a német történelem egy fontos időszakát dolgozza fel. 2019-ben a Der Schneegänger című tévéfilmben Vodnik (Ratilo Dragovic) szerepét formálta meg. 2021-ben pedig a The Zone of Interest című mozifilmben Mr. Hoffmann szerepében tűnt fel.

## Filmográfia
Filmek: 
- The Zone of Interest (2023) – Mr. Hoffmann Nakam (2021) – Tiszt
- Die Unsichtbaren – Wir wollen leben! (2017) – Kripomann
- Friedrich der Große – Alles oder nichts (2011) – Porosz tiszt